# Dècada del 1610

## Esdeveniments
- Descobriment de Neptú i altres cossos astronòmics.
- El pare Sandoval de la Inquisició inclou a l'Index Librorum Prohibitorum les traduccions de la Bíblia.
- Edat daurada del Comtat d'Holanda.
- Japó: Setge d'Osaka conflicte entre el shogunat Tokugawa i el clan Toyotomi.

## Personatges destacats
- Galileo Galilei
- Johannes Kepler
- Lope de Vega
- Ferran II del Sacre Imperi Romanogermànic
- Felip IV de Castella
- Ramon d'Olmera i d'Alemany, President de la Generalitat